# Dengler: Brennende Kälte
Brennende Kälte ist ein deutscher Fernsehfilm von Rick Ostermann aus dem Jahr 2019. Es handelt sich um den fünften Filmbeitrag der Krimireihe Dengler, die montags als „Fernsehfilm der Woche“ ausgestrahlt wird. In den Hauptrollen der Ermittler agieren Ronald Zehrfeld und Birgit Minichmayr. Die Erstausstrahlung der Episode erfolgte am 7. Oktober 2019 im ZDF.

## Handlung
Während der Privatermittler und ehemalige BKA-Zielfahnder Georg Dengler sich in Stuttgart auf die Hochzeit seines Sohnes Jakob freut, gerät die mit ihm befreundete Hackerin Olga Illiescu in Berlin in arge Bedrängnis. Ihre Freundin, die Journalistin Anne Müller, hatte ihr im Darknet Informationen über geheime Baupläne von Mikrowellen-Waffen, Namenslisten von Bundeswehr-Offizieren und Fotos von gefolterten Männern zugeschickt und wurde wenig später erschossen. Die beiden Killer haben dabei in dem Internetcafé ein regelrechtes Blutbad angerichtet und alle erschossen, die Zeuge der Aktion waren. Auch den Datentransfer haben sie bemerkt. Ehe Illiescu dies erfährt, sind die beiden Killer schon auf dem Weg zu ihr. Gerade noch rechtzeitig kann sie aus ihrer Wohnung fliehen. Sie ruft Dengler an und bittet ihn um Hilfe. Der setzt sich sogleich auf sein Motorrad und eilt nach Berlin. Als beide die Daten von Anne sichten, stellen sie fest, dass die Dateien kontaminiert sind und die Bundeswehr jetzt ihren Aufenthaltsort kennt. Nur knapp entgehen sie der Granate, die ein Bundeswehr-Hubschrauber auf sie abfeuert. Jedoch kann Illiescu ihren Laptop nicht retten und damit auch nicht die Dateien von Anne. 
Die geheimen Dokumente stammten von einem Bundeswehroffizier, der als Whistleblower ebenso in Lebensgefahr schwebt wie Illiescu. Meldungen im Internet von einem Autounfall des Offiziers lassen Dengler hoffen, dass dieser den Anschlag überlebt hat und noch im Besitz der Originaldateien ist. Als sie versuchen, über dessen Ehefrau Kontakt zu ihm zu bekommen, fliegt ihre Tarnung auf. Es kommt zu einer Schießerei mit Männern vom BND, dabei wird die Polizei involviert. Die BND-Agenten ziehen sich zurück, Dengler und Illiescu werden festgenommen und informieren die Polizei über die Zusammenhänge. Aufgrund der brutalen Morde in dem Internetcafé fällt es der leitenden Kommissarin Finn Kommareck nicht schwer, Dengler die Geschichte zu glauben. Sie weiß, dass er ein fähiger Privatdetektiv ist, da sie ihn aus einer früheren Begegnung kennt, bei der er gegen die Pharmaindustrie ermittelte. Um den Offizier zu retten, arbeitet Dengler nun mit der Polizei zusammen, doch sie kommen zu spät. Sie finden ihn erhängt in seinem Versteck. Auf Anweisung der Staatsanwaltschaft soll in dem Fall nicht weiter ermittelt werden. Dengler und Illiescu wollen das nicht hinnehmen und setzen sich mit der Entwicklerfirma der Mikrowellen-Waffe in Verbindung. Dabei werden sie Zeuge, wie die Firmenchefin Katharina Petry vergiftet wird. Dengler versucht nun, Petrys engsten Mitarbeiter so unter Druck zu setzen, dass dieser den ganzen Skandal an die Öffentlichkeit bringt. Angesichts des Schicksals seiner Chefin tut er das am Ende auch. Bei der Bundeswehr und dem BND gibt es daraufhin personelle Konsequenzen.

## Hintergrund
Die Dreharbeiten für Brennende Kälte erstreckten sich vom 11. September 2018 bis zum 12. Oktober 2018 und fanden in Berlin und Umgebung statt. Romanautor Wolfgang Schorlau hat im Film einen Cameoauftritt.

## Rezeption

### Einschaltquote
Bei der Erstausstrahlung von Brennende Kälte am 7. Oktober 2019 erreichte der Film 5,6 Millionen Zuschauer, was einen Marktanteil von 18,5 Prozent für das ZDF ergab.

### Kritiken
Rainer Tittelbach von Tittelbach.tv urteilte: „Verfolgung, Flucht, hochriskante Recherche – es ist viel Bewegung im Spiel. Der Ex-BKA-Beamte und die Hackerin müssen sich ihre Erkenntnisse in ‚Brennende Kälte‘ […] schwer und lebensgefährlich selbst erarbeiten. Und das gegen übermächtige Gegner: einen Rüstungskonzern und den BND. Was die David-gegen-Goliath-Geschichte und die Dramaturgie angeht, hat auch die fünfte Episode aus der ZDF-Reihe ‚Dengler‘ die richtige Mischung gefunden: Weder ist der Plot zu pessimistisch, noch sind die Hauptfiguren Superhelden. Besonders gelungen ist in […] das abwechslungsreiche Mit- und Gegeneinander der Gangarten und Stimmungen. Das Ergebnis ist ein packender Thriller, getragen von einem originellen Duo und zwei großartigen Schauspielern. Durchaus einen Mehrwert bieten der politische Aufhänger & die Action.“
Bei der Frankfurter Allgemeinen Zeitung schrieb Claudia Reinhard: „Wenn einem Spielfilm der Hinweis ‚Die Handlung des folgenden Films ist frei erfunden‘ vorangestellt wird, ahnt man schon, dass es jetzt höchst aktuell wird. Dass sich mancher durch die folgende Erzählung auf den Schlips getreten oder gar angeklagt fühlen könnte.“
Martin Seng wertete für quotenmeter.de: „Der Fall rund um illegale Waffengeschäfte ist spannend, gut gespielt, kann über seine vollen neunzig Minuten überzeugen und ist in politischer Hinsicht kritischer, als man es auf den ersten Blick annehmen mag. Insbesondere Ronald Zehrfeld als Detektiv ist stark anzusehen und man kann sich schon jetzt auf seine zukünftigen Fälle freuen. Lediglich Kamera und Schnitt trüben das Gesamtbild, da sie sich nicht dazu entscheiden können, wie sie die Verfolgungsjagden und Actionpassagen in Szene setzen wollen. Ansonsten ist «Dengler – Brennende Kälte» gelungene Unterhaltung und eine Empfehlung definitiv wert.“
Bei der Frankfurter Rundschau war Tilmann P. Gangloff der Meinung: Obwohl der Film einige Schwachstellen enthält, wie „die Integration von Denglers Privatleben in Stuttgart, das wie ein Fremdkörper wirkt und schauspielerisch […] nicht rundum überzeugend ist.“  „Der eigentliche Handlungskern ist jedoch faszinierend und ausgezeichnet besetzt, sieht man davon ab, dass Ostermann den BND-Killer wie einen typischen Fernsehmörder aussehen lässt. “
Die Kritiker der Fernsehzeitschrift TV Spielfilm werteten: „Rasanter Verschwörungsthriller, der sich in seinen Bezügen zur Realität der internationalen Waffengeschäfte eine Spur zu empört gibt. Aber Rick Ostermann […] inszeniert souverän, und auch die illustre Besetzung (u. a. Richard Sammel, Sebastian Hülk) weiß zu zünden.“.